# Matunák Mihály
Matunák Mihály (Nagysurány, 1866. július 17. – Körmöcbánya, 1932. december 5.) római katolikus pap, tanár, történész, turkológus, levéltáros. Mind a magyar, mind a szlovák tudományos élet a magáénak vallja. A Matica slovenská és a Muzeálna slovenská spoločnosť történeti részlegeinek tagja.

## Élete
Apja Matunák Imre, anyja Augustín Katalin. Gimnáziumi tanulmányait 1879-1883 közt Érsekújvárott, 1883-1885 közt Selmecbányán, 1885-1887 közt pedig Egerben végezte. Teológiát a budapesti egyetemen hallgatott 1887-1891 között. Anyanyelvi szinten beszélt magyar, szlovák, latin és német nyelven.
1891-ben szentelték pappá Besztercebányán, 1894-től lett káplán Körmöcbányán. 1897 végéig az ottani magyar egyesület választmányi tagja és a katolikus legényegylet elnöke volt. A német és szlovák polgárság között a magyar nyelvet és hazafiasságot terjesztette. A városi levéltárban több évig történelmi kutatásokat végzett. 1898-ban nevezte ki Rimely Károly besztercebányai püspök a korponai állami s községi felső népiskola igazgatói posztjára. Korponán a városi levéltárt is rendezte s az általa alapított városi múzeumot numizmatikai gyűjteménnyel és más régiségekkel gyarapította. Az 1605-ös korponai országgyűlésről is értékes cikket közöl. 1898-ban a Hont megyei történelmi kiállítás diplomatikai részét rendezte és az ez után megalakult honti múzeum-társulat titkárává választották.
1902-1922 között Breznóbányán dékán, majd 1922-től Körmöcbánya város levéltárnoka. Numizmatikai gyűjtésen kívül botanikával is foglalkozott, több herbáriumot állított össze. Gyűjteményeit a Breznóbányai iskolának ajándékozta. 1919-ben a Matica slovenská breznóbányai részlegének alapító tagja.
Több szlovákiai községben és városban is (Göd, Nagyszalatna, Szucsány) tevékenykedett mint hitoktató, nevelő, népiskola-igazgató és levéltáros. Mindenekelőtt azonban jó tollú, pontos, szorgalmas, fegyelmezett történetíró és helytörténész volt, aki a Csehszlovák Köztársaság megalakulása (1918) után tagja lett a Matica slovenskának, később a Szlovák Történelmi Társulatnak is.
Az ő nevéhez fűződik Érsekújvár kettős-alapítási évének a feltárása. Nagy szorgalommal kutatta, gyűjtötte és rögzítette a szlovák hazafias történeti énekeket. Több munkájában foglalkozott a szlovák nemzet eredetével, történetével, néprajzával továbbá Cirill és Metód életével és munkásságával.
Matunák legfőbb eredménye az, hogy sokrétű, gazdag munkásságával, a szlovák történetírásban új és folytatható fejezetet nyitott, hiszen (forrásértékű kutatásaival párhuzamosan) tanulmányaiban a szlovák hazafiasság, a nemzeti öntudat- és önismeret kérdéseivel, tágabb értelmezésével is találkozhatunk. Elsősorban a 16-18. század történetével foglalkozott, ám alapos tudományos felkészültségéről tanúskodó tanulmányait és eredményeit, az 1945 után színre lépő történész nemzedék nem vette figyelembe, vagy elhallgatta.
Írásai az Érsekújvár és Vidéke, az Érsekújvári Lapok, a Nyitramegyei Szemle, a Nyitramegyei Közlöny, a Századok, a Hadtörténeti Közlemények, a Felvidéki Híradó, a Besztercebányai Híradó, valamint a Slovenské pohľady című lapokban jelentek meg. A Korpona és Vidéke című lapnak 1898 decemberében egyik alapítója és 1900 októberéig társszerkesztője volt.

## Művei
- 1888-1890 Észrevételek Tagányi Károly a "Nyitramegye helyneveinek magyarázata" cz. munkájára. Nyitramegyei Közlöny 8/ 18, 50-54; 9/ 3, 5, 8, 13-15; 10/ 9.
- 1889 Nagy-Surány hajdani vára történeti vázlata. Érsekujvár
- 1895 A magyarbéli Bosnyák család története. Körmöczbánya
- 1895 Török betörések Nyitravármegyébe. Nyitramegyei Szemle 1895/52.
- 1897 Nové Zámky pod tureckým panstvom, Slovenské pohľady 18, 584 nn.
- 1897 Turecko-uhorské boje v severozápadnom Uhorsku, Slovenské pohľady
- 1897 Érsekújvár második alapítása – 1574, Hadtörténelmi Közlemények
- 1897 Veszprém ostroma és visszafoglalása 1566. június 30-án, Hadtörténelmi Közlemények
- 1897 Adatok Szigetvár (1566) elestének történetéhez, Hadtörténelmi Közlemények
- 1897 Török-magyar jegyzékváltás 1571-ből, Hadtörténelmi Közlemények
- 1897 Balassagyarmat veszedelme 1639. szept. 28-án, Hadtörténelmi Közlemények
- 1898 Korpona szabad királyi város birái és polgármesterei 1266-1898. Ipolyság
- 1899 Török-magyar harcok az észak-nyugati Magyarországon. Katholikus Szemle
- 1900 Korpona 1848-49-ben. Ipolyság
- 1900 Honti végvárak a török alatt, Honti Naptár
- 1901 Drégely és Palánk katonai szerepe a törökök alatt 1552-93. Drégelypalánk
- 1901 Korpona várkapitányai. Ipolyság
- 1901 Korpona város terei, utcái, közei s házsorai elnevezésének tervezete. Ipolyság
- 1901 Návrh jako by sa mali pomenovať ulice, uličky a domoradia svob. král. mesta Krupina. Šahy
- 1901 Érsekújvár a török uralom alatt (1663-85). Nyitra (szlovákul)
- 1902 Adalékok Korpona történetéhez. Ipolyság
- 1902 Drégely, Szondi, Palánk. Drégelypalánk
- 1904 Véghles vára. Breznóbánya
- 1905 A korponai országgyűlés 1605. évi november – deczemberben. Korpona
- 1906 Magyarország vármegyéi és városai sorozat.Hont vármegye és Selmeczbánya sz. kir. város. Korpona
- 1910 A palásti csata (1552 augusztus 9—10.), Hadtörténelmi Közlemények. online  Elektronikus Periodika Archívum – OSzK
- 1926-1927 Pôvod slovenského národa. Kultúra
- 1927 Slovensko nikdy nepatrilo ani k Česku ani k Poľsku. Nagyszombat
- 1928 Z dejín slobodného a hlavného banského mesta Kremnice. Körmöcbánya
- 1928 Pôvod a juhoslovanskosť národa slovenského. Kremnica
- 1932 Pôvod a meno Handlovej. Sborník muzeálnej slovenskej spoločnosti XXVI
- 1960 Vígľašský zámok. Zvolen
- 1983 Život a boje na slovensko-tureckom pohraničí
- 1992 Richtári, mešťanostovia, starostovia, predsedovia Mestského národného výboru a primátori mesta Kremnice, in: Novák, Ján (Zost.): Kremnica – Zborník prednášok z medzinárodného sympózia pri príležitosti 500. výročia kodifikácie banského práva v Kremnici 17.-19. november 1992., 477-486.
- 2005 Krupinský krajinský snem v novembri – decembri roku 1605 (preklad Alexander Adam, úvod Miroslav Lukáč). Krupina
- 2011 Krupinskí hradní kapitáni (Ed. Miroslav Lukáč, preklad Laura Ridegová). Krupina

### Kéziratai
- Adatok az 1565–1566-iki tisza-vidéki hadjárat történetéhez
- Cirkevné dejiny slobodného a hlavného banského mesta a okolia Kremnice

### Hagyatékai
- Körmöcbányai Városi Levéltár
- Matica slovenská könyvtára
- Országos Széchényi Könyvtár
- Slovenská Národná Knižnica – korešpondencia Pavla Floreka

## Emlékezete
- Szülői háza helyén álló épület falán emléktábla áll
- Mestská knižnica Michala Matunáka v Šuranoch – nagysurányi Matunák Mihály Városi Könyvtár
- Néhány jegyzete az érsekújvári Thain János Múzeum állandó kiállításán látható

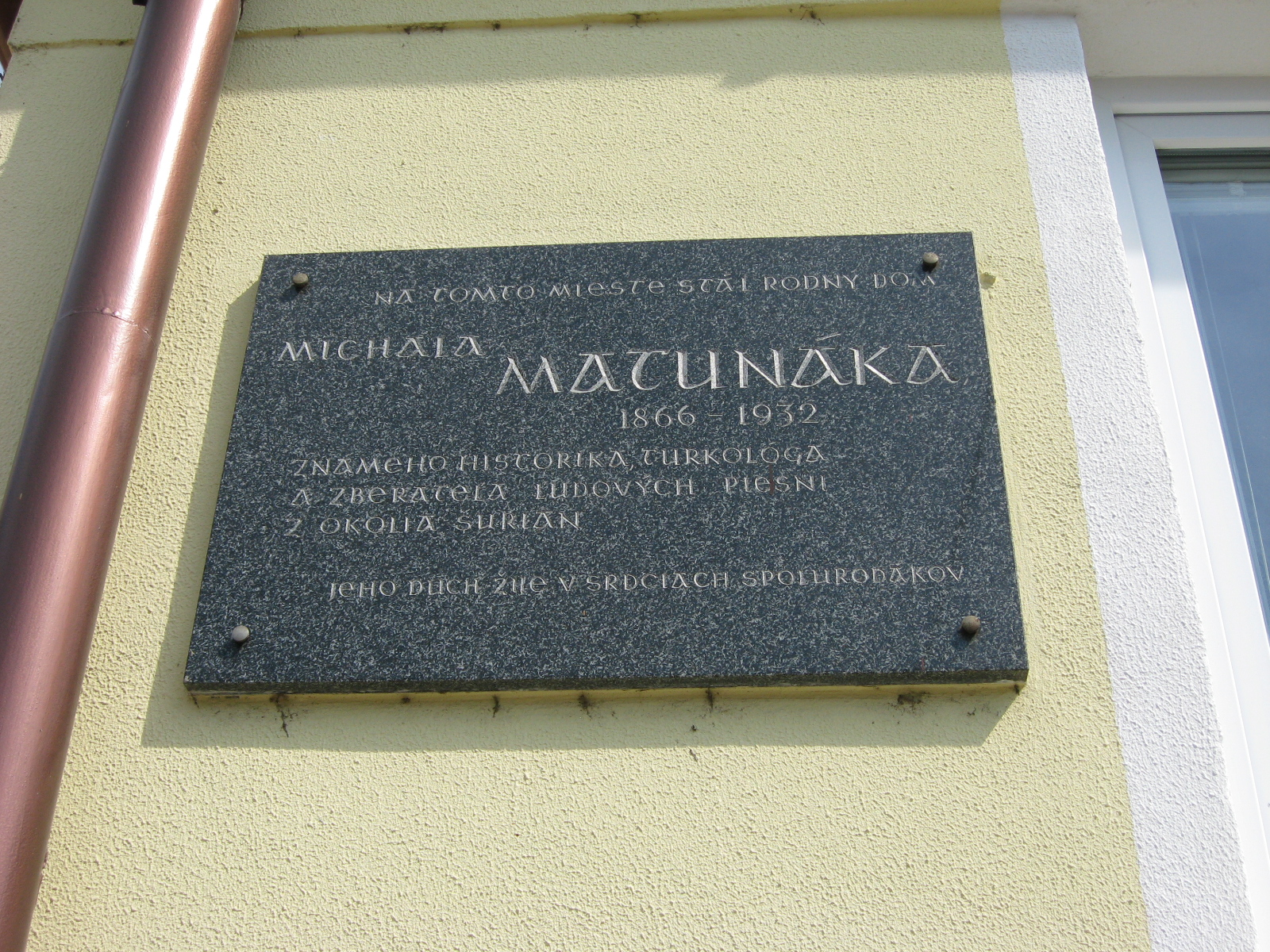